# エリック・フォーナタロ
エリック・アンソニー・フォーナタロ（Eric Anthony Fornataro , 1988年1月2日 - ）は、 アメリカ合衆国・テキサス州ヒューストン出身のプロ野球選手（投手）。右投右打。

## 経歴

### プロ入りとカージナルス時代
2008年のMLBドラフトでセントルイス・カージナルスから6巡目（全体185位）指名され、プロ入り。ルーキー級ガルフ・コーストリーグ・カージナルスで9試合に登板し、2勝2敗、防御率1.74だった。8月にルーキー級ジョンソンシティ・カージナルスへ異動。2試合に登板し、0勝1敗1セーブ・防御率2.57だった。
2009年はA-級バタヴィア・マックドッグスで8試合に登板し、4勝0敗・防御率2.15だった。8月にA級クァッドシティズ・リバーバンディッツへ昇格。7試合に登板し、0勝5敗・防御率5.24だった。
2010年はA級クァッドシティズで28試合に登板し、7勝15敗・防御率5.26だった。
2011年はA+級パームビーチ・カージナルスで24試合に登板し、7勝13敗・防御率3.67だった。
2012年はAA級スプリングフィールド・カージナルスで57試合に登板し、3勝3敗5セーブ・防御率2.39だった。オフの11月20日に40人枠入りを果たした。
2013年はAAA級メンフィス・レッドバーズで37試合に登板し、1勝4敗1セーブ・防御率6.02だった。7月にはルーキー級ガルフ・コーストリーグで3試合に登板した。
2014年はAAA級メンフィスで開幕を迎えた。4試合に登板し、1勝0敗1セーブ・防御率0.00と結果を残し、4月17日にメジャーへ昇格した。4月21日のニューヨーク・メッツ戦でメジャーデビュー。2点ビハインドの8回裏から登板し、1回を無安打無失点に抑えた。

### ナショナルズ傘下時代
2014年11月3日にウェーバーでワシントン・ナショナルズへ移籍した。
2015年2月2日にケイシー・ジャンセンの加入に伴ってDFAとなった。そのままAAA級シラキュース・チーフスに所属して、中継ぎとして36試合に登板して1勝4敗、防御率5.54の成績を残したが、7月25日に自由契約となった。

### オリオールズ傘下時代
2016年4月8日にボルチモア・オリオールズとマイナー契約を結んだ。5月26日に自由契約となった。

### 独立リーグ時代
2016年6月にアトランティックリーグのニューブリテン・ビーズと契約した。
2017年7月にサザンメリーランド・ブルークラブスにトレード移籍した。

## 詳細情報

### 年度別投手成績
| 年 度    | 球 団    | 登 板 | 先 発 | 完 投 | 完 封 | 無 四 球 | 勝 利 | 敗 戦 | セ 丨 ブ | ホ 丨 ル ド | 勝 率 | 打 者 | 投 球 回 | 被 安 打 | 被 本 塁 打 | 与 四 球 | 敬 遠 | 与 死 球 | 奪 三 振 | 暴 投 | ボ 丨 ク | 失 点 | 自 責 点 | 防 御 率 | W H I P |
| -------- | -------- | ----- | ----- | ----- | ----- | -------- | ----- | ----- | -------- | ----------- | ----- | ----- | -------- | -------- | ----------- | -------- | ----- | -------- | -------- | ----- | -------- | ----- | -------- | -------- | ------- |
| 2014     | STL      | 8     | 0     | 0     | 0     | 0        | 0     | 0     | 0        | 0           | ----  | 42    | 9.2      | 11       | 0           | 1        | 0     | 1        | 3        | 0     | 0        | 6     | 5        | 4.66     | 1.24    |
| MLB：1年 | MLB：1年 | 8     | 0     | 0     | 0     | 0        | 0     | 0     | 0        | 0           | ----  | 42    | 9.2      | 11       | 0           | 1        | 0     | 1        | 3        | 0     | 0        | 6     | 5        | 4.66     | 1.24    |

- 「-」は記録なし

### 年度別打撃成績
| 年 度 | 球 団 | 試 合 | 打 席 | 打 数 | 得 点 | 安 打 | 二 塁 打 | 三 塁 打 | 本 塁 打 | 塁 打 | 打 点 | 盗 塁 | 盗 塁 死 | 犠 打 | 犠 飛 | 四 球 | 敬 遠 | 死 球 | 三 振 | 併 殺 打 | 打 率 | 出 塁 率 | 長 打 率 | O P S |
| ----- | ----- | ----- | ----- | ----- | ----- | ----- | -------- | -------- | -------- | ----- | ----- | ----- | -------- | ----- | ----- | ----- | ----- | ----- | ----- | -------- | ----- | -------- | -------- | ----- |
| 2014  | STL   | 8     | 0     | 0     | 0     | 0     | 0        | 0        | 0        | 0     | 0     | 0     | 0        | 0     | 0     | 0     | 0     | 0     | 0     | 0        | .000  | .000     | .000     | .000  |
| MLB   | MLB   | 8     | 0     | 0     | 0     | 0     | 0        | 0        | 0        | 0     | 0     | 0     | 0        | 0     | 0     | 0     | 0     | 0     | 0     | 0        | .000  | .000     | .000     | .000  |

### 背番号
- 67 (2014年)